# Опсада Цариграда (860)
Опсада Цариграда 860. или Руско-византијски рат 860. године други је сукоб између Византијског царства и Русије избио за време владавине византијског цара Михаила III. Овом приликом се Цариград по први пут нашао под опсадом Руса. Ово је уједно била и једина већа војна експедиција Руског каганата забележена и византијским изворима.

## Рат
Записи о походу Руса на Цариград 18. јуна 860. године представљају први помен старих (варјашких) Руса у историјским изворима. До њега је дошло када су Руси, највероватније користећи заузетост византијске војске и морнарице ратовањем са Арапима, изненада дошли у близину Цариграда и неколико дана неометано пустошили и пљачкали предграђа и околна насеља. Предводили су их Аскољд и Дир, легендарни владари Кијева.
Око 200 руских бродова је упловило у Босфор и почело пљачкати и пустошити предграђа Цариграда.
Напад је био изненадан, а цар је као и највећи део војске био одсутан из града и заузет борбама са арапима у Малој Азији, док је мормарица такође водила борбе у Егејском и Средоземнм мору.
Нападачи су се касније повукли ка северу јер их није интересовао напад на добро утврђени град. Касније је настала легенда да је Цариград од уништења спасила икона Богородице и молитве патријарха Фотија.